# Marko Polig
Marko Polig (tudi Polič in Politius), slovenski rimskokatoliški duhovnik, * 23. april 1619, Vrtojba, † 18. september 1669, Gorica.
Dosegel je akademski naziv »baccalaureantus in sacra theologia«. Kot vikar je služboval v Šempetru pri Gorici. Bil je tudi spovednik v samostanu klaris v Gorici.